# Can Nerós
Can Nerós és una masia de Sant Martí de Llémena (Gironès) protegida com a bé cultural d'interès local.

## Descripció
Conjunt format per diferents annexions successives de diferents èpoques. A un cos central més antic i de planta irregular se li afegí una façana nova a migdia d'obra vista i dels segles XIX-XX, creant una porxada a planta baixa amb terrassa que dona a primera planta enllaçant amb la casa antiga. Aquesta façana nova és d'obra vista massissa, a planta baixa es crea un conjunt de vuit arcs de punt rodó de gran alçada (tot i que les obres iniciades hi creen una terrassa al nivell d'arrencada dels arcs) amb cornises i columnes de talla recta, totes treballades en obra. De composició simètrica, està flanquejada per dues torres de planta quadrada amb una planta superior a l'alçada del conjunt i amb merlets esglaonats. Aquestes torres combinen la pedra amb el rajol. El nucli principal és de planta baixa i un pis i sota teulat. És de planta rectangular, té teulat a dues aigües i carener perpendicular a la façana principal. Ha estat restaurada i modificada, amb obertures que imiten finestres antigues. La porta d'entrada és gran, dovellada i un escut blanc a la clau. Les finestres originals són de modillons o de llinda plana. A l'esquerra de la part vella s'ha format un nucli de pallisses a dos nivells (pel terreny) i al costat esquerre més proper a la masia hi ha la masoveria. Entre el grup anterior i la masia s'ha generat un carrer empedrat i una escala de pedra que puja al primer pis de la masoveria. Aquesta, a planta baixa, crea un seguit de tres arcs de punt rodó, on el de més a l'esquerra enllaça amb la façana lateral esquerra a través d'un porxo d'un arc. Els aires del conjunt són de gran casal. Pel costat esquerre hi ha una altra pallissa. El camí oficial passa per la façana a ponent i porta a l'entrada principal. Quan es feu la façana nova es creà un camí nou que hi abocava, remarcat per dues pilones d'època i reixa metàl·lica. Avui aquest camí ha desaparegut i s'ha tornat a l'original. El molí es conserva parcialment, es tracta d'una construcció de molí d'aigua en planta quadrangular i murs paredats. El molí pròpiament és la bassa coberta per vegetació, la canal, la resclosa, el cap-rec, i restes d'una maquinària del segle xx.